# Neocryphoeca
Genre
Neocryphoeca est un genre d'araignées aranéomorphes de la famille des Cybaeidae.

## Distribution
Les espèces de ce genre sont endémiques d'Arizona aux États-Unis,. Elles se rencontrent dans les monts Santa Catalina.

## Liste des espèces
Selon World Spider Catalog (version 18.5, 14/11/2017) :
- Neocryphoeca beattyi Roth, 1970
- Neocryphoeca gertschi Roth, 1970

## Publication originale
- Roth, 1970 : A new genus of spiders (Agelenidae) from the Santa Catalina mountains. Journal of the Arizona Academy of Science, vol. 6, p. 114-116.